# アブハズ人
アブハズ人（またはアブハジア人、英語: Abkhazs, Abkhazians）は、主として南コーカサスのアブハジア地方に住む民族。アプスア人（アブハズ語: аҧсуаа, ラテン文字転写: apswaa）と自称する。
19世紀後半、ロシア帝国がカフカーズ戦争によって北カフカースを併合すると、ロシアの植民地的支配を嫌った多くのアブハズ人がオスマン帝国に移住し、現在でも数万～数十万人のアブハズ人がトルコに住んでいる。また、旧ソビエト連邦国家、特にロシア、ウクライナ、カザフスタンなどにも多くのアブハズ人が住む。

## 出自
アブハズ語は北西コーカサス語族に属し、東スラヴ語のひとつであるロシア語とはもちろん、コーカサス諸語の中でカルトヴェリ語族に属するグルジア語とも異なる言語である。この地域に住むいくつかの部族に言及した古典史料はあるものの、部族のはっきりとした出自や所在地については意見が分かれている。アブハジアの研究者や一部外国の研究者は、ギリシャ・ローマ時代の歴史家アッリアノスや博物学者大プリニウスの著作で言及されるアバスグ人（abasgoi、アバスゴイ人とも）やアプスィル人（apsilai）がアブハズ人（自称ではアプスア人）の祖先ではないかと考えているが、一方ではこれらアパスグ人やアプスィル人はジョージアの多数民族であるカルトヴェリ人（狭義の「グルジア人」）やその支族の祖先とする説もあり、この歴史認識の違いは領土の帰属認識の違いとも相まって1989年のアブハジア紛争など今日の民族紛争の原因となっている。
10世紀後半までの間に、より人口規模の小さい、様々な民族的サブグループが現代アブハズ人へと収れんされていった。その内いくつかのグループは、19世紀後半、ロシア帝国が北カフカースを征服したときに故郷を失い、ムハージルとなってオスマン帝国へ移住することを余儀なくされた。

## 歴史

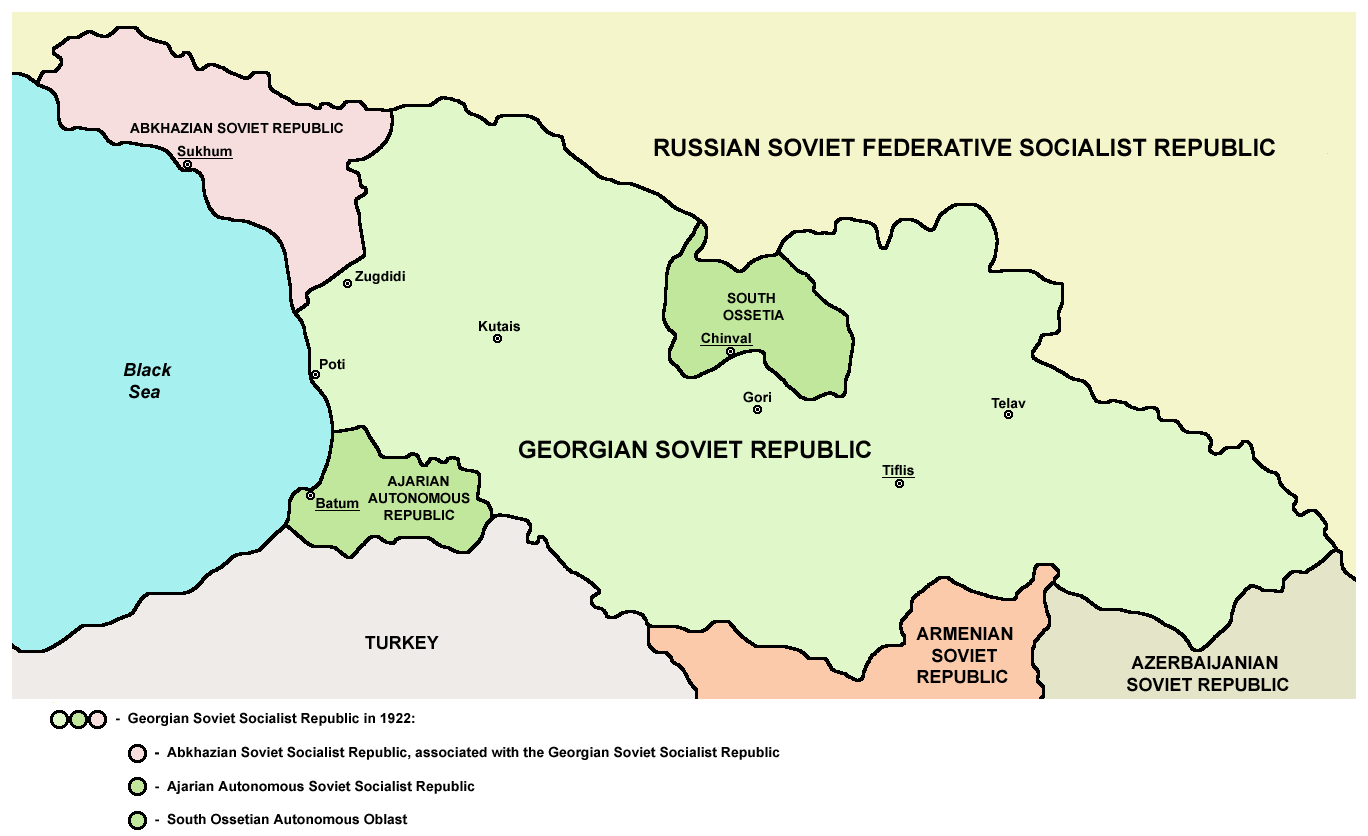
1922年当時のアブハジアと周辺諸国の地図

780年代にアンチャバヅェ王朝がアブハジア王国を建国し、東ローマ帝国の支配から自由になると、アブハジアはグルジア文化圏の一部となり、当時のアブハジアの貴族、聖職者や教育を受けた人々は、文化と教養のある言葉としてグルジア語を使用した。その後20世紀初頭ロシア語がその地位にとってかわるまで、グルジア語は多くのアブハズ人にとっての第二言語であった。11世紀初めから15世紀にかけて、アブハジアはグルジア王国の一部であり、その後独立してアブハジア公国となるも結局オスマン帝国に占領された。
1810年代から1860年代にかけてのロシア帝国のアブハジア征服は、多数のイスラム教徒アブハズ人をオスマン帝国へ追いやることとなり、またアブハジアのロシア化政策を強力に推し進める端緒ともなった。結果として、移住・離散したアブハズ人の数は、アブハジアに住むアブハズ人の数の倍とみられている。離散民の大多数はトルコに移住し、その数は現在10万から50万人に上る。また、少数がシリア（5,000人）とヨルダンに住んでいる。なお近年離散民は西側諸国、主にドイツ、オランダ、スイス、ベルギー、フランス、イギリス、オーストリアそしてアメリカ合衆国（主にニュージャージー州）へも移住している。
1917年のロシア革命の後、アブハジアは短期間グルジア民主共和国に支配されたが、1921年にロシア赤軍によるグルジア侵略の結果としてグルジア・ソビエト社会主義共和国と共にソビエト連邦の構成国となった。1931年、アブハジアはグルジアに属する自治共和国に降格された。スターリンが権力を掌握すると、強制的に農場集団化が進められ、地元の共産党エリートは粛清された。さらに経済的成長分野である農業や観光業には多くのアルメニア人、ロシア人、グルジア人が流入し、アブハズの学校はいとも簡単に閉鎖された。結果1989年の時点では、アブハジアのアブハズ人の人口は約9万3,000人（全体の18％）であるのに対し、グルジア人は24万人で全体の45％、アルメニア人は15％、ロシア人は14％を占め、アブハズ人以外の人口が大幅に増加した。
1992年から1993年のアブハジア紛争（en:War in Abkhazia (1992-1993)）を経て、アブハズ人の人口比率は約45％となった。残り約55％はロシア人、アルメニア人、グルジア人、ギリシャ人、ユダヤ人などが占めている。2003年の人口調査では、アブハジアに住むアブハズ人は94,606人とされているが、この地域の人口統計データに関してはその正確さが疑問視されており、他の統計数を挙げる報告もある。なお、2005年、事実上のアブハジア大統領であるセルゲイ・バガプシュは「アブハジアに住むアブハズ人の人口は7万人に満たない」と発言している。

## 宗教

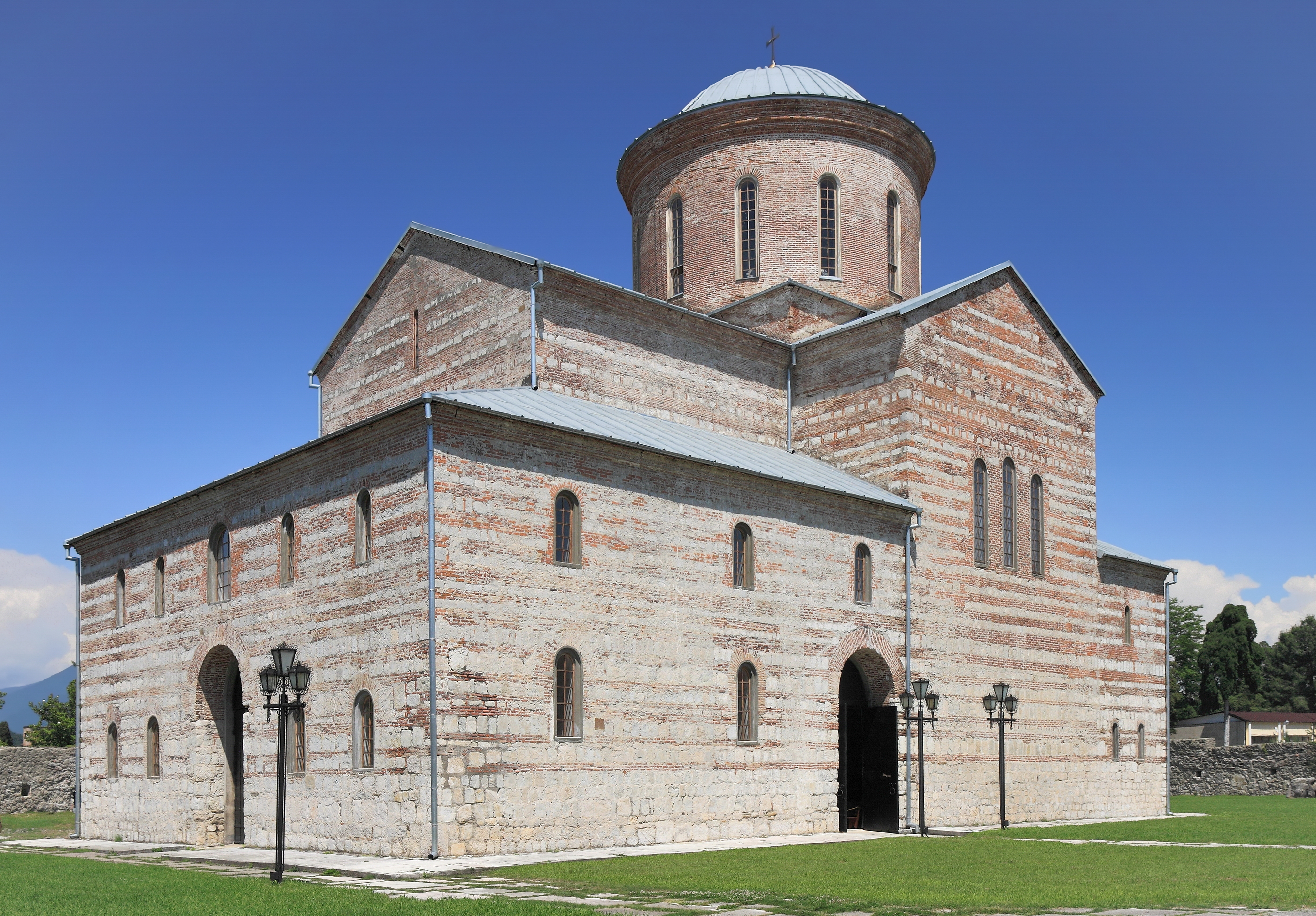
グルジア正教会のピツンダ聖堂

アブハズ人の宗教は主にキリスト教正教徒とイスラム教スンナ派に分かれるが、これらいわゆるアブラハムの宗教ではない、土着固有の信仰も依然根強い。キリスト教は6世紀、東ローマ帝国ユスティニアヌス王朝の第2代皇帝ユスティニアヌス1世によって導入され、中世後期のグルジアの王によってより一層強制されてきた。16世紀、オスマン帝国の支配下となったときスーフィズムの伝道者や北方のアディゲ族（大多数がイスラム教徒）からの圧力によってキリスト教の影響力が低下し、アブハジアに居住する者の多くはイスラム教徒となった。その後アブハジアはコーカサス戦争によって1810年にロシアに併合され、1864年には自治を廃止されてスフミ軍管区となったが、このときロシア側は、アブハジアの正教・ロシア化を狙ってロシア人修道士団をピツンダに移住させ、1875年12月にはアトスにある聖パンテレイモン修道院のロシア支部「新アトス修道院」の建設をピツンダで始めている。こうしたロシアの植民地的支配を嫌ったアブハズ人は1866年にアブハジア蜂起を起こし、1877年-78年の露土戦争の後にはアブハズ人を含むカフカースのイスラム教スンナ派諸部族の間にオスマン帝国領に移住しようとする動き（ムハージェルン運動）が起こった。この結果、アブハジアからは人口の半ばを越える6万人ほど（或いは数万人）がオスマン帝国へと移住した。

## 画像

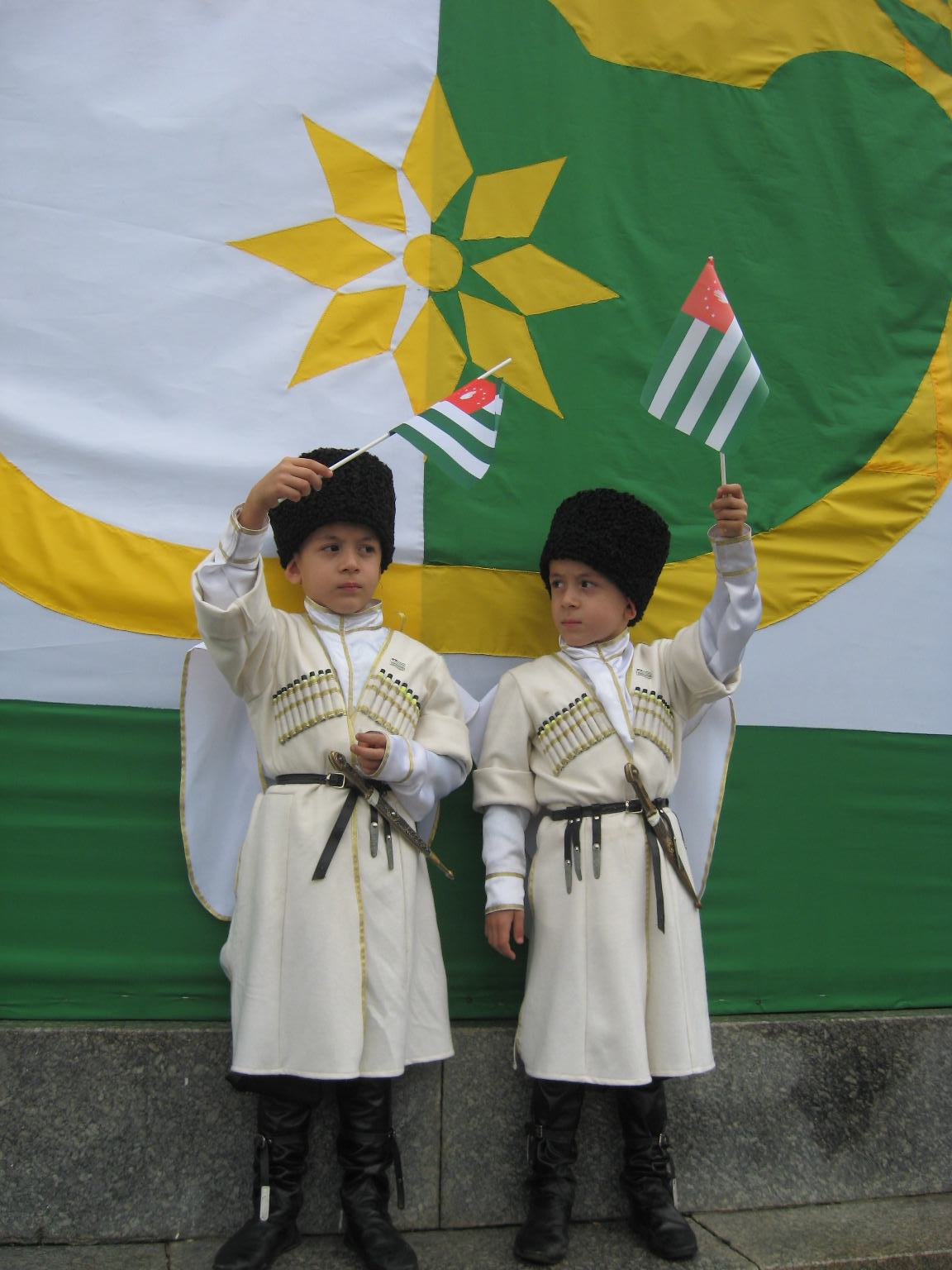
アブハジアの旗を持った子供たち
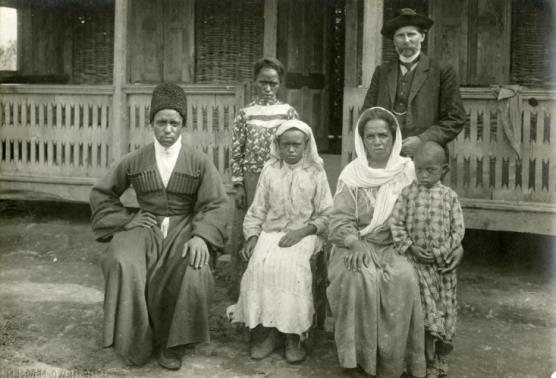
アフリカ系アブハズ人（en）
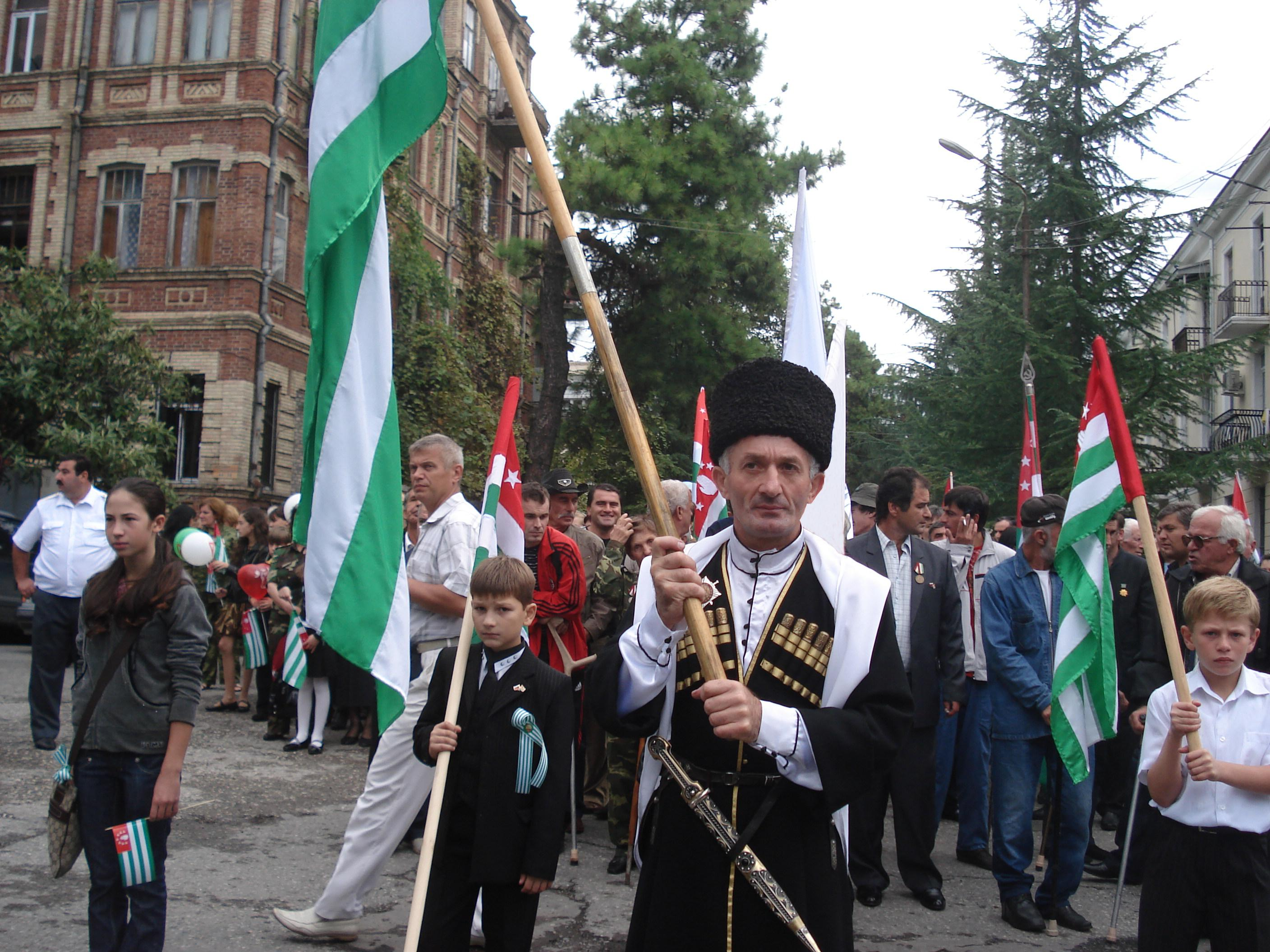
アブハジアの旗を掲げたパレード
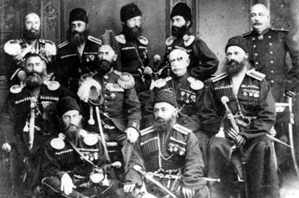
アブハジアおよびグルジア出身の将軍（19世紀）
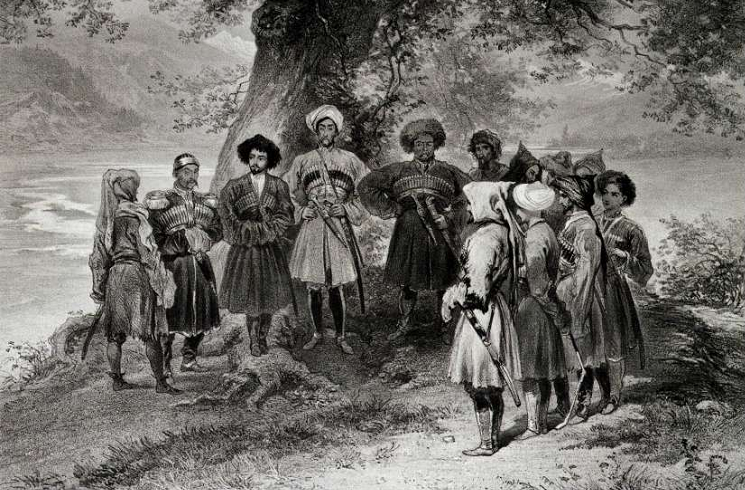
アブハジアの公たちの会談（1839年）